# Geyria lepidula
Geyria lepidula is een insect uit de familie van de mierenleeuwen (Myrmeleontidae), die tot de orde netvleugeligen (Neuroptera) behoort. 
Geyria lepidula is voor het eerst wetenschappelijk beschreven door Navás in 1912.